# Sigered (Kent)

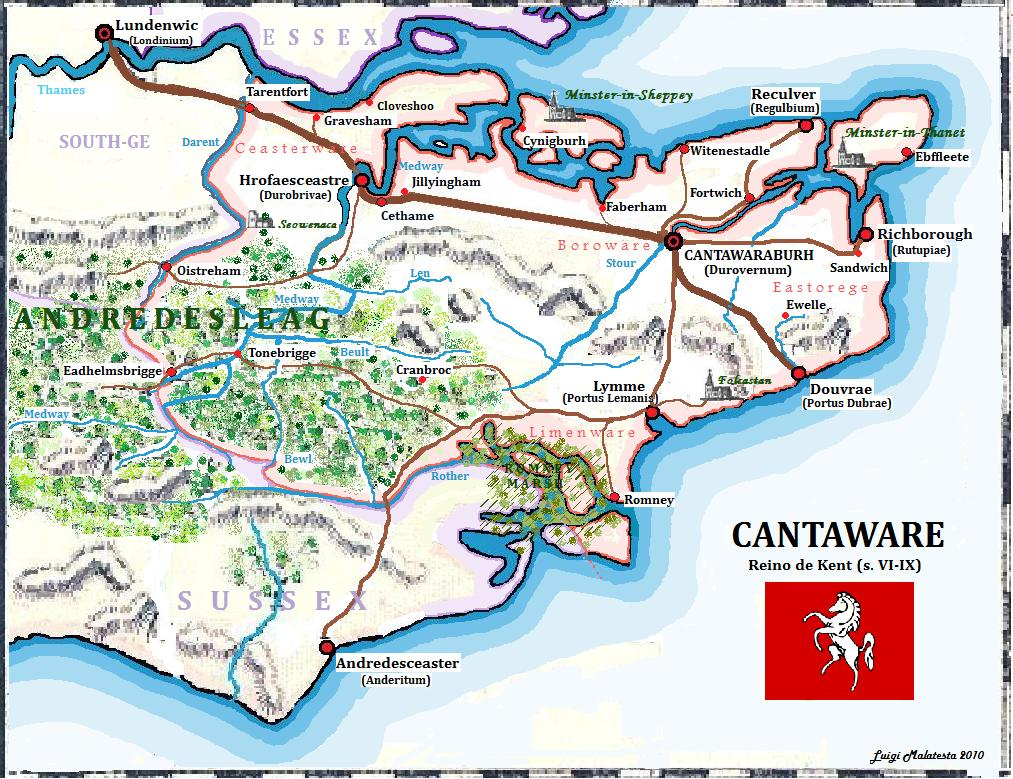
Kent in angelsächsischer Zeit

Sigered (auch Sigeredus, Sigiraed, Sigiræd; † um 764) war von vor 762 bis um 764 Mitkönig des angelsächsischen Königreiches Kent.

## Leben
Mit Eardwulfs Tod vor 762 endete die Herrschaft der kentischen Dynastie der Oiscingas im Westen Kents. Sein Nachfolger wurde Sigered, der vermutlich aus der Königsdynastie von Essex stammte. Im Osten Kents herrschte Æthelberht II., dem 762 Eadberht II. nachfolgte.
Aus der Regierungszeit Sigereds blieben zwei Chartas bzw. deren Kopien erhalten. Mit der Charta S32 beurkundete Sigered im Jahr 762 eine Schenkung von Ackerland bei Rochester an Bischof Eardwulf für das dortige Kloster. Eadberht II. bestätigte diese Landschenkung ebenfalls mit seinem Handzeichen. Die Charta S33 stammt aus der Zeit zwischen 762 und 764. In ihr bezeichnete sich Sigired als rex dimidie partis prouincie Cantuariorum („König der Halben Provinz Kent“). In ihr übertrug Sigered Ländereien bei Aeslingaham (Islingham bei Frindsbury) und Weiderechte im westlichen Weald an Bischof Eardwulf. Diese Urkunde wurde von Eanmund (um 764–765?), dem König Ost-Kents bestätigt.
Um das Jahr 764 endete die Herrschaft Sigereds und Eanmunds, als Offa, der König von Mercia, die Oberherrschaft über Kent erlangte. Offa setzte Ecgberht II. im westlichen und Heahberht im östlichen Kent als Vasallenkönige ein. Vermutlich starb Sigered um 764 in diesen Machtkämpfen.